# Senapskål
Senapskål (Eruca vesicaria) är en småbladig ätbar växt.
Bladen kallas ofta rucola eller ruccola när de säljs i handeln, namn som kommer från italienskans rucola.

## Beskrivning
Bladen är mörkgröna och växer i en öppen tuva. De är långsmala, ganska tunna och djupt flikiga. Blomman är vit, ibland med en dragning mot gult. Nerverna i kronbladen skiftar i violett.
Senapskål blir 20 till 100 cm hög.
Senapskål är rik på C-vitamin (askorbinsyra) och kalium.

## Habitat
Senapskål förekommer tillfälligt i Sverige, men reproducerar sig inte. Ursprungligen kommer den från Italien, Frankrike och Spanien, där den även är viltväxande.

## Odling och användning
Underarten sativa odlades tidigare i Sverige under sitt svenska namn, föll i glömska, men återvände via nya mattrender från Italien. Numera odlas den återigen i Sverige. Smaken är kraftig och påminner om rädisa.
Senapskål används ofta i blandade sallader samt rå i varma rätter med pasta, kött och på pizza.

## Underarter
Arten delas in i följande underarter:
- Eruca vesicaria ssp. sativa
- Eruca vesicaria vesicaria

## Bilder

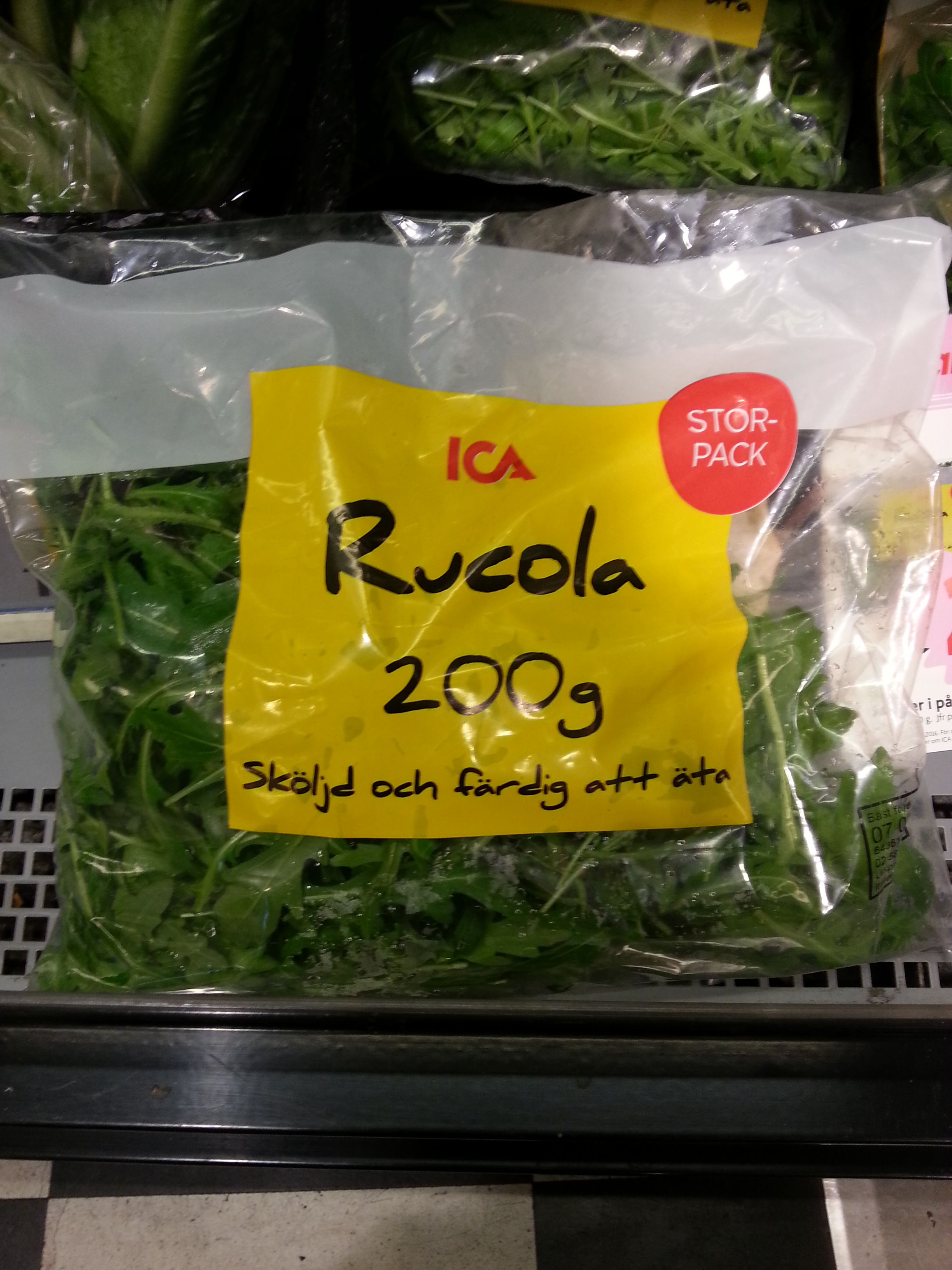
Så ser senapskål ut I ett snabbköp.
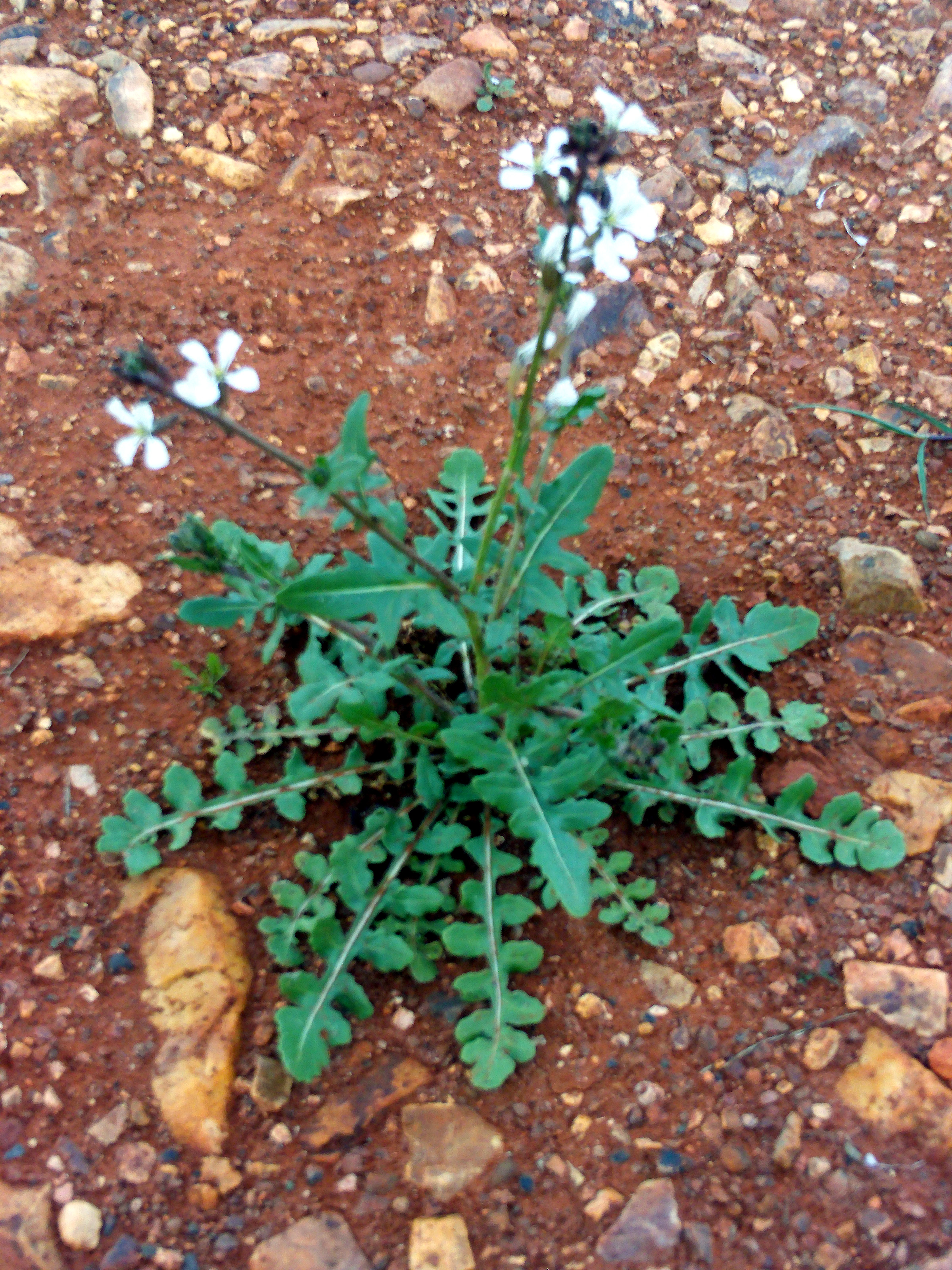
Vildväxande senapskål i Spanien. Marken är den för arten typiska ruderatmarken.
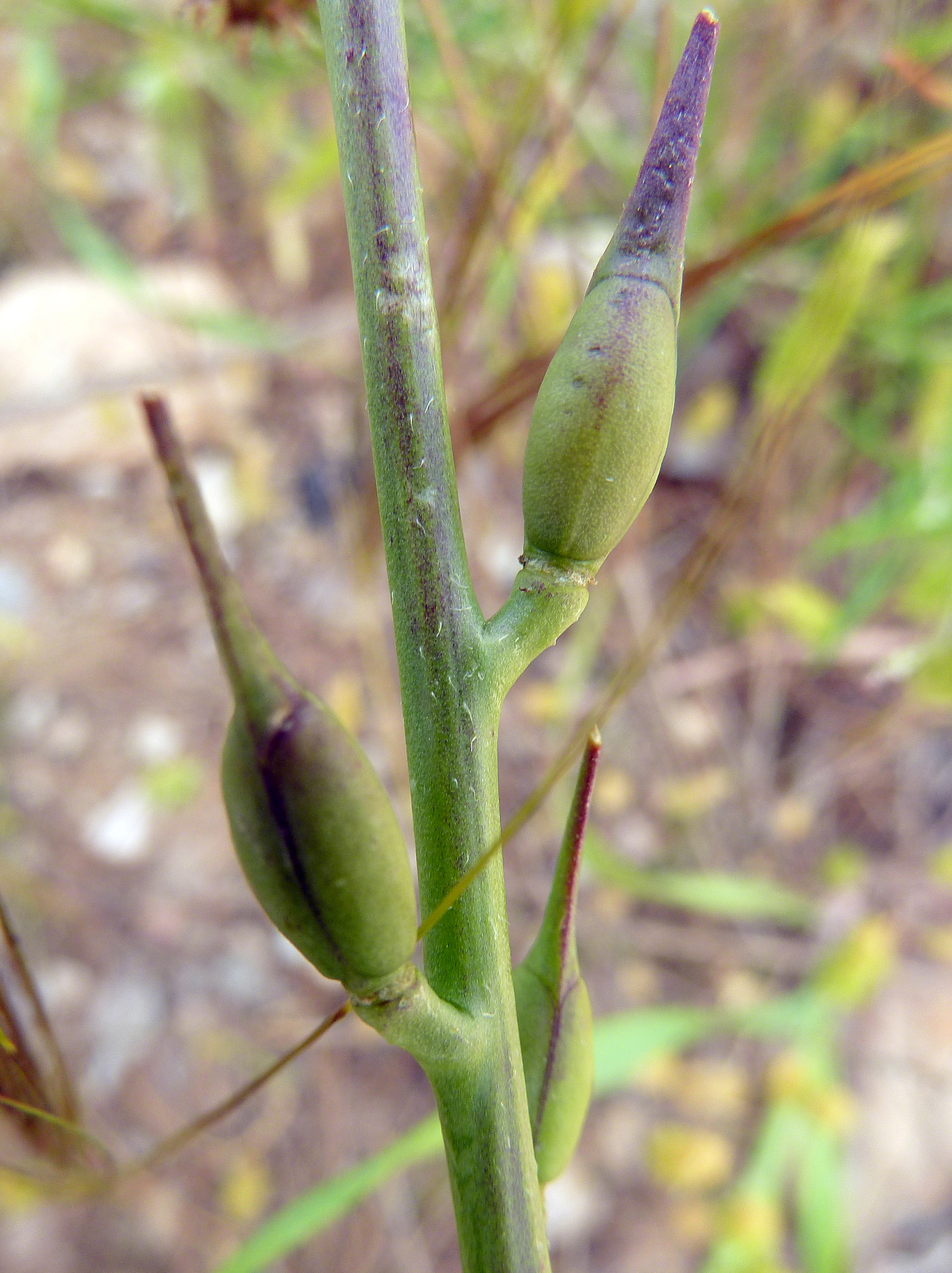
Omogna frukter De långa spetsarna är typiskt för alla Brassicaceae-arter.
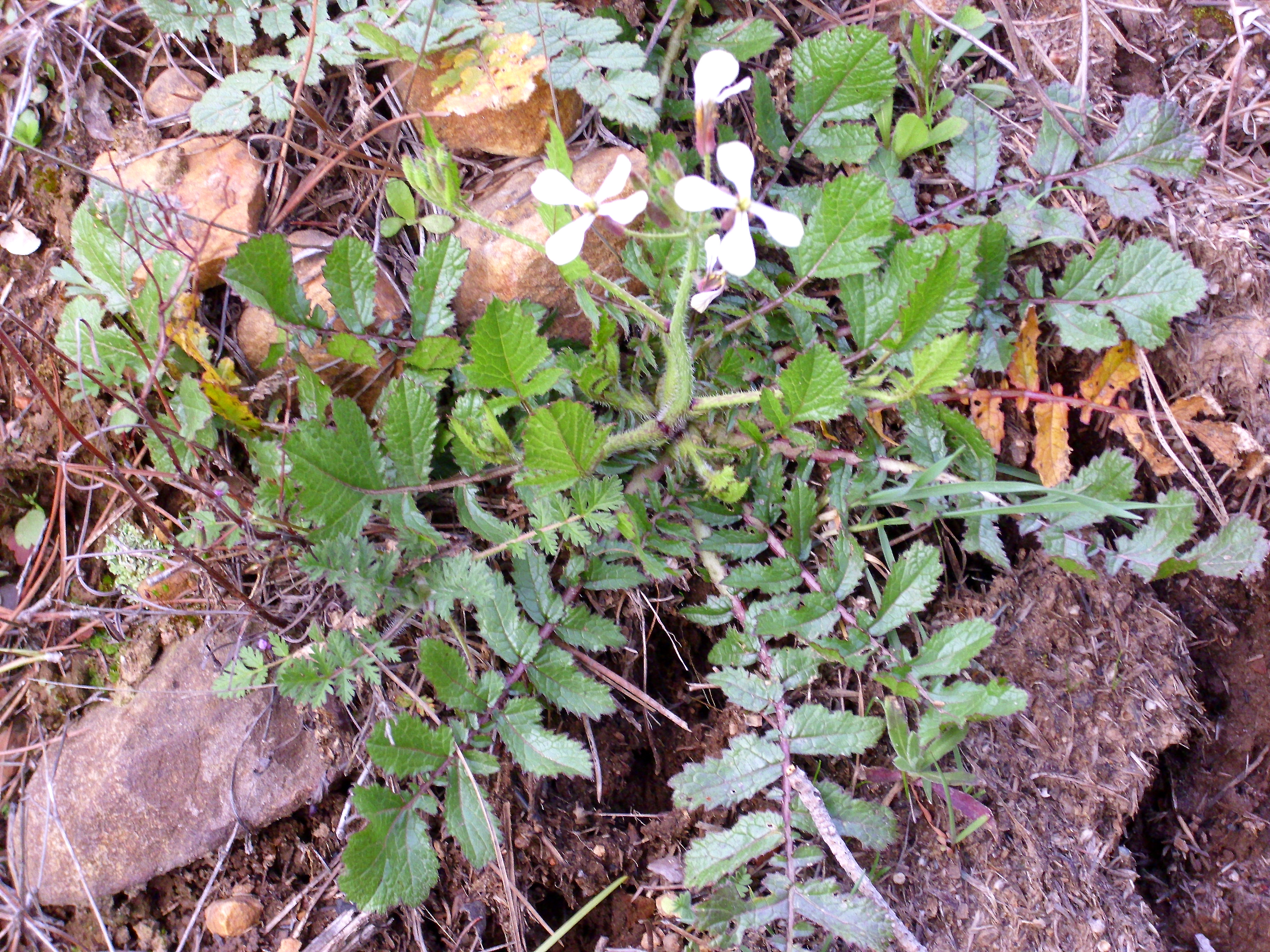
Upptill, till höger syns unga stjälkar, där bladen är ljusgröna och runda, och där flikigheten ännu inte utbildats.
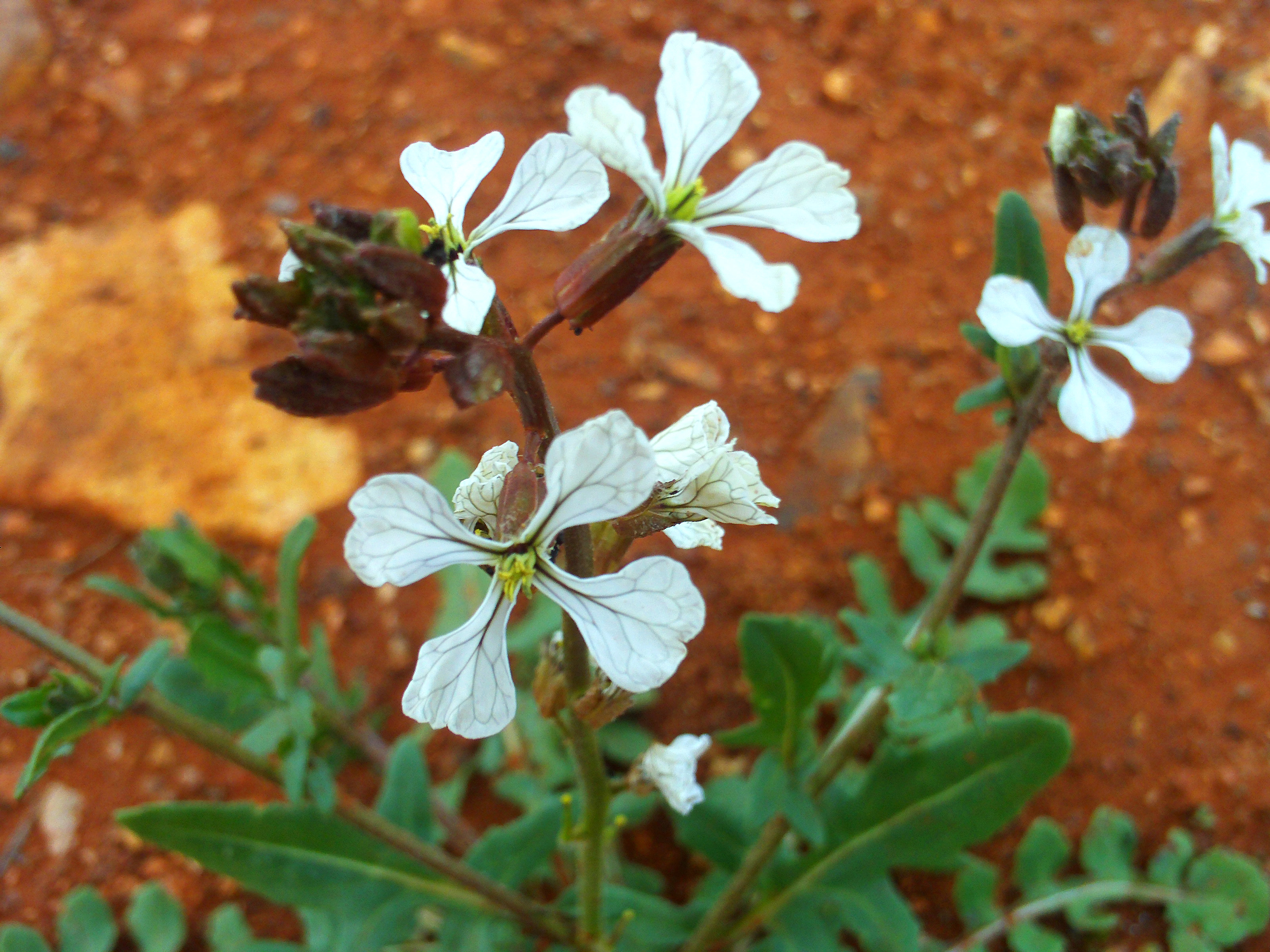
Det bruna uppe till vänster är en mogen frukt, på väg att spricka upp för att släppa ut frökapslarna.
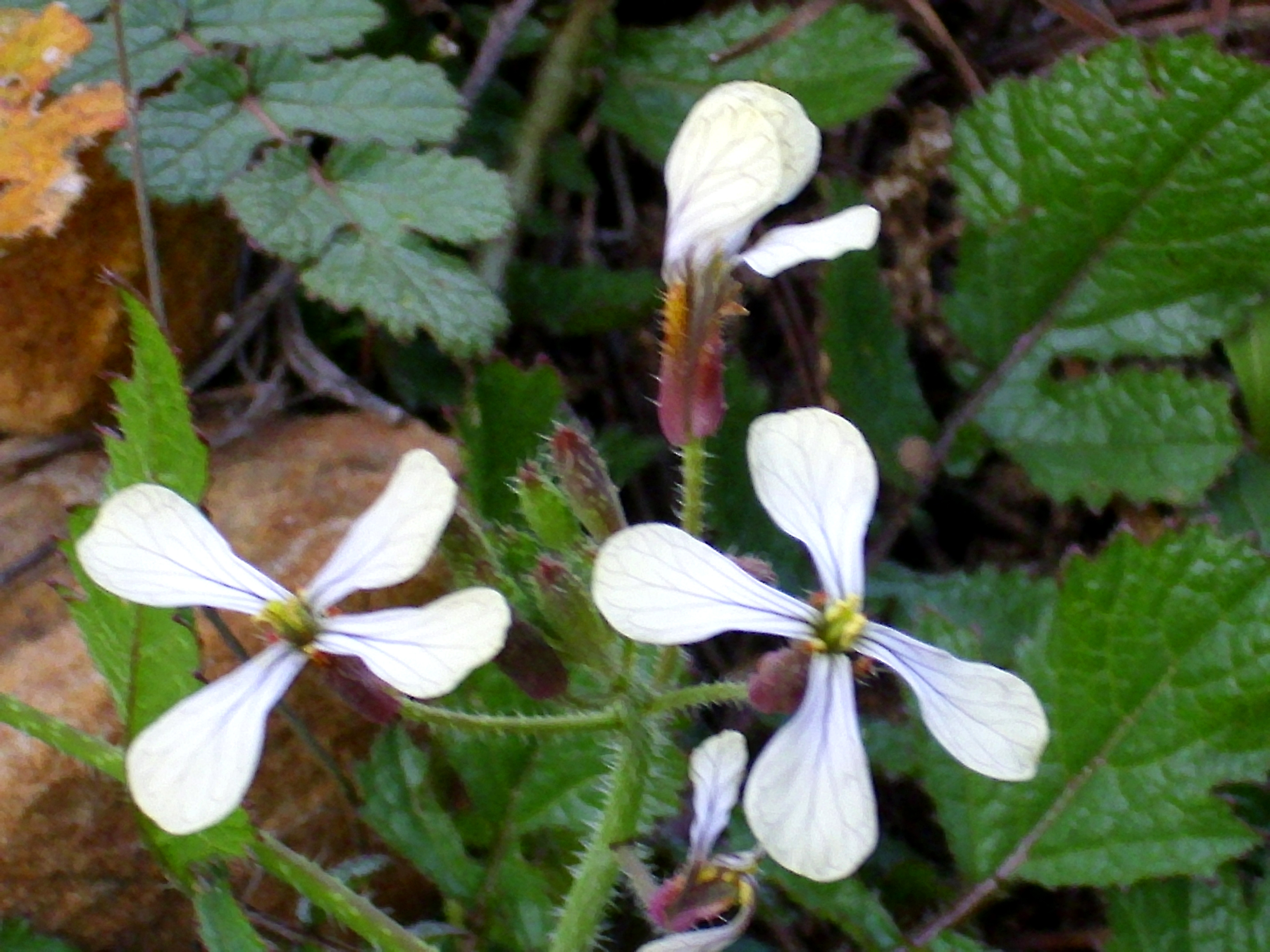
Lägg märke till den håriga stjälken.
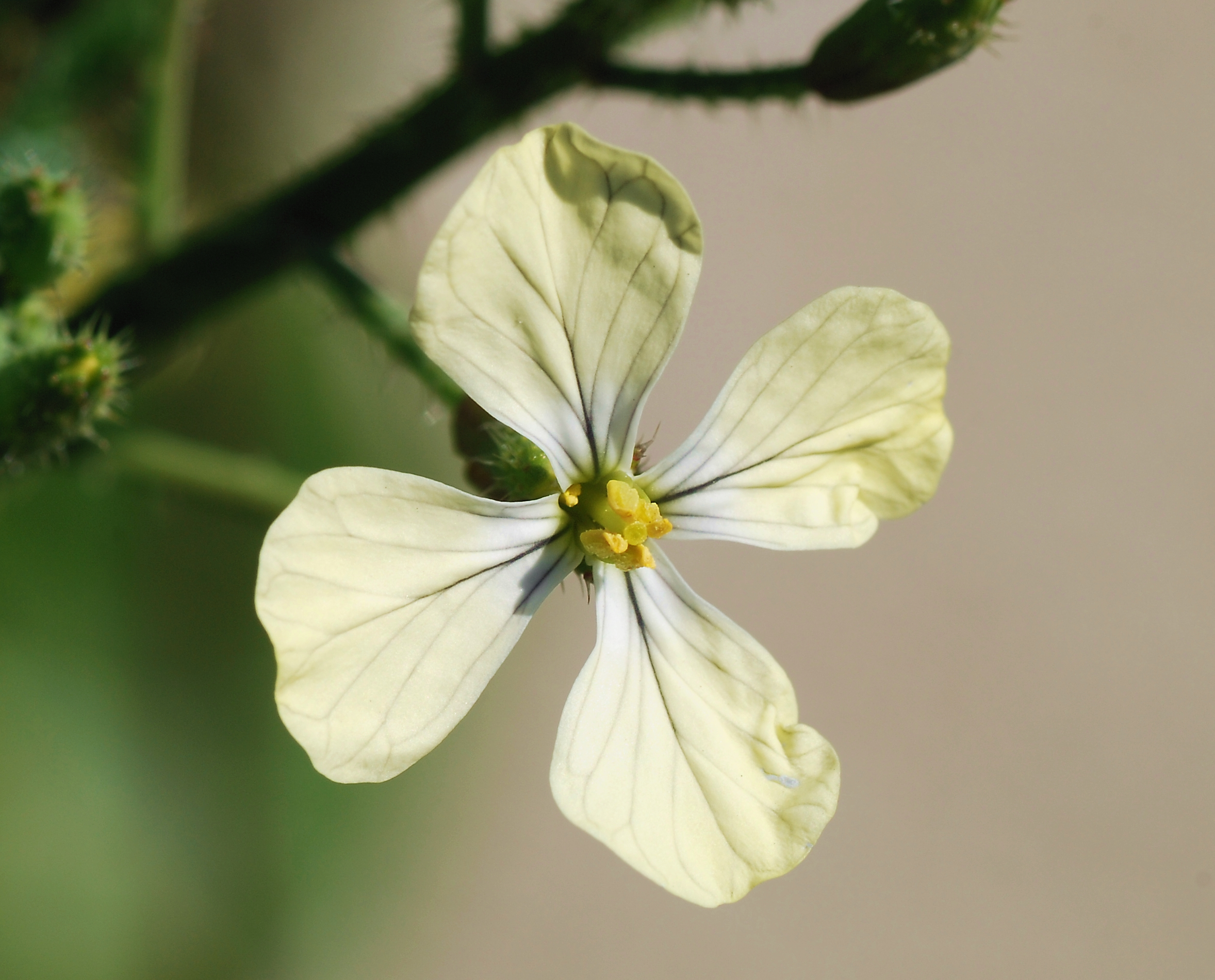
Ett gulaktigt exemplar. 8 ståndare omger 1 pistill.
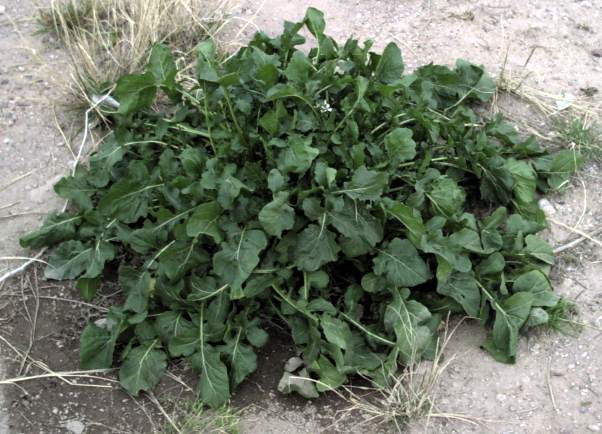
Underarten Erica vesicaria ssp. sativa, där bladen inte är direkt flikade, utan bara med lite ojämna kanter.